# P-15 Termit
P-15 Termit (tiếng Nga:П-15 "Термит") là loại tên lửa chống hạm được phát triển bởi viện thiết kế Raduga của Liên Xô những năm 1950. GRAU gọi thiết kế này là 4K40, tên báo cáo trong các tài liệu của NATO là Styx hay SS-N-2 nên thường gọi thành SS-N-2 Styx. Hiện tại chúng đôi khi được gọi là Rubezh trong quân đội Nga. Cộng hòa Nhân dân Trung Hoa đã mua lại thiết kế năm 1958 và đã tạo ra các phiên bản là: HY-1, SY-1 và FL-1.
Mặc dù có kích thước lớn nhưng hàng ngàn tên lửa P-15 đã được chế tạo để gắn trên nhiều lớp tàu chiến cũng các bệ phóng trên đất liền và thậm chí được thả từ máy bay. P-15 khá thành công trong các cuộc xung đột mà nó được mang ra sử dụng.

## Thiết kế
Sau chiến tranh thế giới 2, Hải quân Liên Xô sớm nhận ra tiềm năng của tên lửa hành trình trong tác chiến trên biển. So với đại bác và ngư lôi, tên lửa có tầm bắn xa hơn nhiều. Đại bác cỡ nòng trên 150mm đều rất cồng kềnh, phải là tàu chiến cỡ lớn (choán nước vài ngàn tấn) mới gắn vào được, trong khi tên lửa thì nhỏ gọn hơn nhiều, tàu nhỏ cỡ vài chục tấn cũng mang được. Ngoài ra, đạn pháo và ngư lôi thời đó chỉ có thể bay theo đường thẳng nên rất khó đánh trúng mục tiêu di động ở cự ly xa, trong khi tên lửa thì có thể được điều khiển để chuyển hướng và đuổi theo mục tiêu.
Từ những phân tích này, Liên Xô đề ra ba chương trình tên lửa chống tàu được tiến hành song song, bắt đầu vào năm 1947 gồm: Kometa (NATO gọi là AS-1 Kennel) phóng từ trên không, Shchuka phóng từ biển và Shtorm phóng từ bờ.
Năm 1955, Liên Xô bắt đầu trang bị tên lửa cho các tàu hải quân nhỏ để thay thế cho ngư lôi. Ở cự ly khoảng 35 km, một tàu tên lửa cỡ nhỏ có thể phát hiện mục tiêu như tàu tuần dương sớm hơn 15 phút trước khi bản thân nó bị lộ diện do có diện tích bộc lộ radar (RCS) nhỏ, đồng thời người ta tính toán rằng xác suất bắn trúng của tên lửa vào mục tiêu cỡ tàu tuần dương sẽ cao hơn ngư lôi khoảng 10 lần.
Phiên bản đầu tiên của P-15 có cánh cố định. Thiết kế cơ bản của tên lửa là thân hình trụ, mũi tròn, hai cánh tam giác ở giữa hai bên thân và ba đuôi định hướng xếp thành hình tam giác. Ngoài ra nó còn một khoang nhiên liệu rắn để sử dụng trong quá trình tăng tốc. Thiết kế này lấy từ mẫu tiêm kích thử nghiệm Yak-1000 năm 1951. Loại tên lửa này phải đáp ứng được tiêu chí rẻ, có thể triển khai trên các tàu tên lửa thông thông thường. Các thiết bị điện tử trong tên lửa dựa trên thiết kế tín hiệu đơn giản với một cảm biến ra đa quét hình nón. Nó được sử dụng một động cơ tên lửa đáng tin cậy với nhiên liệu axít đặc biệt cho việc phóng. Tuy nhiên nhiên liệu lỏng này có vấn đề với nhiệt độ xung quanh nó không thể phóng khi nhiệt độ vượt ra ngoài giới hạn -15/+38 °C và nhiên liệu axít sẽ ăn mòn thân tên lửa nếu để quá lâu.
Trọng lượng của tên lửa là 2.340 kg, tốc độ tối đa là 0,9 mach (khoảng 300 m/s) và tầm bắn là 40 km. Tên lửa bay ở độ cao khoảng 150-300 mét, được duy trì bởi một máy đo độ cao và con quay hồi chuyển giai đoạn đầu, kết hợp với radar chủ động giai đoạn cuối.
Đầu đạn nổ phía sau thùng nhiên liệu, để khi đâm vào mục tiêu các nhiên liệu chưa cháy hết sẽ cộng hưởng với thuốc nổ để công phá mục tiêu, kể cả khi nhiêu liệu đã dùng hết thì thùng nhiên liệu vẫn đóng vai trò bắt cháy mục tiêu với lượng khí dễ bắt cháy còn lại trong thùng nhiên liệu. Đầu đạn hình phễu nặng 500 kg, lớn hơn các đầu đạn chống hạm thông thường khác. Việc phóng thường được sự hỗ trợ của hệ thống hỗ trợ tác chiến điện tử với ra đa Garpun gắn trên tên lửa để tìm mục tiêu trong khoảng cách 5,5 đến 27 km tùy vào thuộc tính của mục tiêu. Ra đa Garpun có thể dò ra và tiêu diệt một khu trục hạm trong khoảng cách 20 km.
Hệ thống cảm biến được kích hoạt khi cách mục tiêu 11 km tên lửa sẽ bắt đầu chúi xuống 1-2° để bắt đầu lao vào mục tiêu vì nó bay cao trên mực nước biển khoảng 120–250 m. Khoảng cách tối thiểu để cảm biến có thể hoạt động lái tên lửa vào mục tiêu ít nhất là 2,75 km. Năm 1958, một phiên bản hiện đại hóa mang đầu dò hồng ngoại Kondor được thử nghiệm. Đầu dò có tầm hoạt động 10 km vào ban ngày, 5 km ban đêm và có góc quét 2,5 độ.
Mẫu P-15U đã được giới thiệu vào năm 1965 với hệ thống điện tử được nâng cấp và thay cánh cố định bằng cánh gấp để có thể chứa trong các khoang chứa nhỏ hơn. Cùng với đó là mẫu P-15T với đầu dò hồng ngoại Snegir tiên tiến hơn so với Kondor. Mẫu dùng để xuất khẩu có tên tương ứng là P-21 và P-22 tùy vào hệ thống cảm biến được trang bị tên gọi chung cho các mẫu này là P-20M
Mẫu P-15M với nhiều tính năng mới ra mắt năm 1972, nó có radar tìm mục tiêu mới có khả năng chống nhiễu tốt hơn. Tên lửa sử dụng hệ dẫn đường quán tính giai đoạn đầu thay thế con quay hồi chuyển, tầm bắn tăng lên 85 km và độ cao hành trình được giảm xuống dưới 100m nhờ một radar đo cao. Phiên bản xuất khẩu của P-15M và P-15TM tương ứng là P-26 và P-27.

## Sử dụng
Tàu chiến đầu tiên được trang bị P-15 là tàu tên lửa lớp Komar thuộc dự án 183R, mỗi tàu có hai bệ phóng. Lần thử nghiệm đầu tiên của Termit diễn ra vào tháng 10/1957 trên biển Đen và tên lửa được chấp nhận đưa vào biên chế cuối những năm 1950. Khoảng thời gian từ 1958 đến 1965, có không ít hơn 112 tàu Komar được đóng, nhiều chiếc được xuất khẩu và sử dụng trong nhiều trận đánh.

### Khủng hoảng tên lửa tại Cuba
Cuộc khủng hoảng tên lửa Cuba năm 1962 là cuộc xung đột đầu tiên mà loại tên lửa này được mang ra triển khai, các tàu tên lửa lớp Komar đã được triển khai trong kế hoạch tác chiến Anadyr (Анадырь) do Liên Xô tổ chức để giúp đỡ cho chính phủ Castro. Có ít nhất tám quả đã được lên các tàu hàng và chuyển tới Cuba, sau đó khi cuộc khủng hoảng kết thúc các tên lửa này có thể đã được để lại Cuba cùng nhiều lại vũ khí khác.

### Chiến tranh Ả rập - Israel (1967)
Các tên lửa P-15 đã được Ai Cập sử dụng chống lại Israel năm 1967. 2 tàu tên lửa lớp Komar của Ai Cập đã tấn công nhanh và đánh chìm khu trục hạm Eilat của Israel với ba quả trúng mục tiêu ở cự ly 31 km.
Chiều ngày 21/10/1967, tàu khu trục INS Eilat cùng 199 thành viên thủy thủ đoàn tuần tra dọc bờ biển bán đảo Sinai. 17 giờ 25 phút, khi tàu Eilat ở cách Cảng Said khoảng 14 hải lý, 2 tàu tên lửa Komar của Ai Cập đang ở trong bến cảng đã phóng đi 4 quả tên lửa P-15. Sau khi phát hiện tên lửa, thuyền trưởng của Eilat hạ lệnh cho tàu chạy dích dắc, các pháo phòng không 40mm cũng bắn chặn các tên lửa đang bay tới, nhưng các biện pháp này đều vô ích. Quả P-15 đầu tiên bắn trúng mạn tàu ở gần khoang máy. 4 phút sau, quả thứ hai đánh trúng mạn trái tàu Eilat, chỗ khoang nồi hơi. 17 giờ 40, quả P-15 thứ ba đánh trúng phần mũi, INS Eilat vỡ đôi và chìm nhanh chóng. Quả P-15 thứ 4 không tìm thấy mục tiêu (do con tàu đã chìm) nên tự phát nổ ở gần vị trí con tàu chìm, giết chết nhiều thủy thủ đang bơi ở gần đó. 47 lính Israel đã chết, bị thương 91 người (kể cả thuyền trưởng) trong tổng cộng 199 thủy thủ đoàn.
Đây là một mốc quan trọng của chiến tranh hải quân hiện đại, lần đầu tiên các tên lửa chống hạm chứng minh được tiềm năng của chúng. nhờ Nhờ tên lửa chống hạm, những chiếc tàu Komar cỡ rất nhỏ (66,5 tấn) có thể đánh chìm chiếc khu trục hạm lớn tới 2.500 tấn, lại còn từ khoảng cách hàng chục km. Sự kiện này đã trở thành cú sốc lớn đối với chuyên gia hải quân nhiều nước. Sau đợt tấn công đó hệ thống chiến đấu tầm gần cùng hệ thống đánh lạc hướng điện tử đã được cố gắng phát triển.

### Chiến tranh Ấn Độ-Pakistan (1971)
Trong cuộc chiến tranh Ấn Độ - Pakistan, các tàu tên lửa lớp Osa (tàu cỡ 200 tấn, mỗi chiếc trang bị 4 quả Styx) của Ấn Độ đã tiến hành 2 cuộc tấn công rất thành công tại cảng của thành phố Karachi.
11 quả Styx đã được hải quân Ấn Độ phóng đi, trúng đích 10 quả (tỷ lệ trúng 91%), đánh chìm hoặc đánh hỏng hoàn toàn 7 tàu chiến của Pakistan, bao gồm chiếc khu trục hạm Khaibar nặng gần 3.300 tấn, khu trục hạm Shah Jahan nặng 2.500 tấn, ngoài ra còn phá hủy 2 kho chứa nhiên liệu trong bến cảng của Pakistan.

### Chiến tranh Yom Kippur
Trong cuộc chiến tranh Yom Kippur, P-15 đã được thấy sử dụng bởi hải quân Ai Cập và Syria chống lại Israel nhưng không thành công do Israel đã thay toàn bộ các tàu cũ của họ bằng hạm đội các tàu tên lửa lớp Sa'ar 4 vốn nhanh, nhỏ và cơ động hơn. Dù tầm bắn của P-15 gấp đôi so với các tên lửa của Israel nhưng do hệ thống làm nhiễu ra đa khiến độ chính xác của các tên lửa này bị giảm xuống.

### Chiến tranh Iran-Iraq
Trong cuộc chiến tranh Iran-Iraq năm 1980 đến năm 1988, Iran đã sử dụng các tên lửa biến thể của Trung Quốc với một số thành công. Đường bờ biển của Iran dài hơn Iraq nên dễ dàng không chế vùng vịnh Ba Tư. Các bệ phóng tên lửa có thể dễ dàng giành quyền điều khiển trên một vùng rộng lớn đặc biệt là xung quanh Hormuz Strait. Iraq cũng có một vài quả P-15 cảm biến hồng ngoại và dự định dùng chúng để chống lại Iran nhưng các tên lửa này đã bị phá hủy trước khi kịp sử dụng.

### Chiến tranh vùng Vịnh
Trong cuộc chiến tranh vùng Vịnh quân đội Iraq đã bắn hai quả HY-2 vào chiếc thiết giáp hạm USS Missouri. Một quả bị tên lửa Sea Dart đánh chặn và rơi cách mũi chiếc Missouri khoảng 700 yard (640 m), quả còn lại bay trượt.

## Các biến thể
- P-15 (SS-N-2A): mẫu nguyên thủy với ra đa dò tìm hoạt động trong phạm vi 40 km.
- P-15M (SS-N-2C): Mẫu dài và nặng hơn P-15 có tầm hoạt động 80 km cùng các nâng cấp nhỏ.
- P-15MC: Mẫu của Bulgaria tích hợp với hệ thống đánh lạc hướng điện tử của Bulgaria.
- P-20L: Thiết kế như một giải pháp tạm thời khi động cơ đẩy của P-50 vẫn chưa hoàn thiện. Nó trang bị một hệ thống cảm biến hồng ngoại, cánh gấp và phóng từ tàu ngầm lớp Charlie và tàu ngầm K-222.
- P-20: Mẫu nâng cấp của P-15 với hệ thống dẫn đường mới của P-20L, nhưng chỉ sử dụng chiến đấu trong tầm gần.
- P-20K: Mẫu nâng cấp của P-15 với hệ thống dẫn đường mới.
- P-20M: Mẫu phóng từ đất liền của P-20L, với cánh gấp và hệ thống dẫn đường bằng ra đa.
- P-21: P-15 với bộ cảm biến hồng ngoại.
- P-22: Là mẫu P-15M/P-20M sử dụng cho tầm dài, có cánh gấp và trang bị cảm biến hồng ngoại.[cần dẫn nguồn]

Trung Quốc đã chế tạo các phiên bản dựa trên phiên bản chính Shang Yo của mình với việc gắn hệ thống cảm biến hồng ngoại, ra đa, động cơ tên lửa hay động cơ phản lực. Các mẫu có dao động đường kính thân trong khoảng 75–80 cm và nặng 2 tấn. Với hệ thống điện tử mới để vô hiệu hóa hệ thống đánh lạc hướng điện tử, một số mẫu gắn đầu đạn nặng 250 kg và thay động cơ tên lửa bằng động cơ phản lực để tăng hiệu quả sử dụng nhiên liệu tăng tầm hoạt động lên 100 km.

## Sử dụng
Các tên lửa P-15 được chế tạo và sao chép với số lượng lớn từ những năm 1960. Nó là loại tên lửa lớn, mạnh nhưng rẻ, dễ dàng chế tạo với số lượng hàng ngàn quả nên rất khó thống kê được hết nước nào đã hoặc đang sử dụng.